# جيمس لانكفورد
روبرت بول لانكفورد (بالإنجليزية: James Paul Lankford)‏ هو سياسي أمريكي من الحزب الجمهوري ولد في يوم 4 مارس 1968 في دالاس في تكساس. حصل على شهادة البكلوريوس في التاريخ من جامعة تكساس. هو عضو في مجلس الشيوخ الأمريكي كممثل عن ولاية أوكلاهوما منذ سنة 2015. وسبق له أن كان عضو في مجلس النواب الأمريكي من سنة 2011 إلى سنة 2015.